# Irondequoit
Irondequoit ist eine US-amerikanische Kleinstadt (Town) im Monroe County des Bundesstaats New York. Das U.S. Census Bureau hat bei der Volkszählung 2020 eine Einwohnerzahl von 51.043 ermittelt. Irondequoit ist ein Vorort der Stadt Rochester und liegt direkt nördlich und östlich der Stadtgrenzen. Der Name ist irokesischen Ursprungs und bedeutet "wo das Land das Wasser trifft".

## Geografie
Die Stadt liegt zwischen dem Genesee River im Westen und der Irondequoit Bay im Osten. Die Nordgrenze der Stadt wird durch die Uferlinie des Ontariosees definiert. Da sie auf drei Seiten von Wasser begrenzt ist, wird sie als geographische Landzunge betrachtet. Irondequoit grenzt im Westen und Süden an die Stadt Rochester, im Südosten an die Stadt Brighton und im Osten an die Städte Webster und Penfield.

## Geschichte
1687 führte Marquis de Denonville eine Armee aus französischen Soldaten und Huron-Kriegern auf einer Strafexpedition gegen die Irokesen durch die Irondequoit-Bucht, womit die lange Feindschaft zwischen den Irokesen und den Franzosen begann.
Nach der Amerikanischen Revolution war dieses Gebiet Teil des Phelps and Gorham Purchase. Die Stadt Irondequoit wurde im Jahr 1839 gegründet, als sie sich von der Stadt Brighton abspaltete. Nach dem Zweiten Weltkrieg wurde die Gemeinde zu einer Vorstadt von Rochester und erlebte ein rasches Bevölkerungswachstum. Irondequoit blieb bis in die 1970er Jahre der bevölkerungsreichste Vorort im Monroe County, bis er von der Stadt Greece, einer Gemeinde mit der dreifachen Fläche von Irondequoit, überholt wurde.

## Demografie
Nach einer Schätzung von 2019 leben in Irondequoit 50.055 Menschen. Die Bevölkerung teilt sich 2019 auf in 83,7 % Weiße, 10,0 % Afroamerikaner, 0,2 % amerikanische Ureinwohner, 1,3 % Asiaten und 2,5 % mit zwei oder mehr Ethnizitäten. Hispanics oder Latinos aller Ethnien machten 8,8 % der Bevölkerung von Irondequoit aus. Das mittlere Haushaltseinkommen lag bei 62.225 US-Dollar und die Armutsquote bei 8,3 %.